# Anjem Choudary

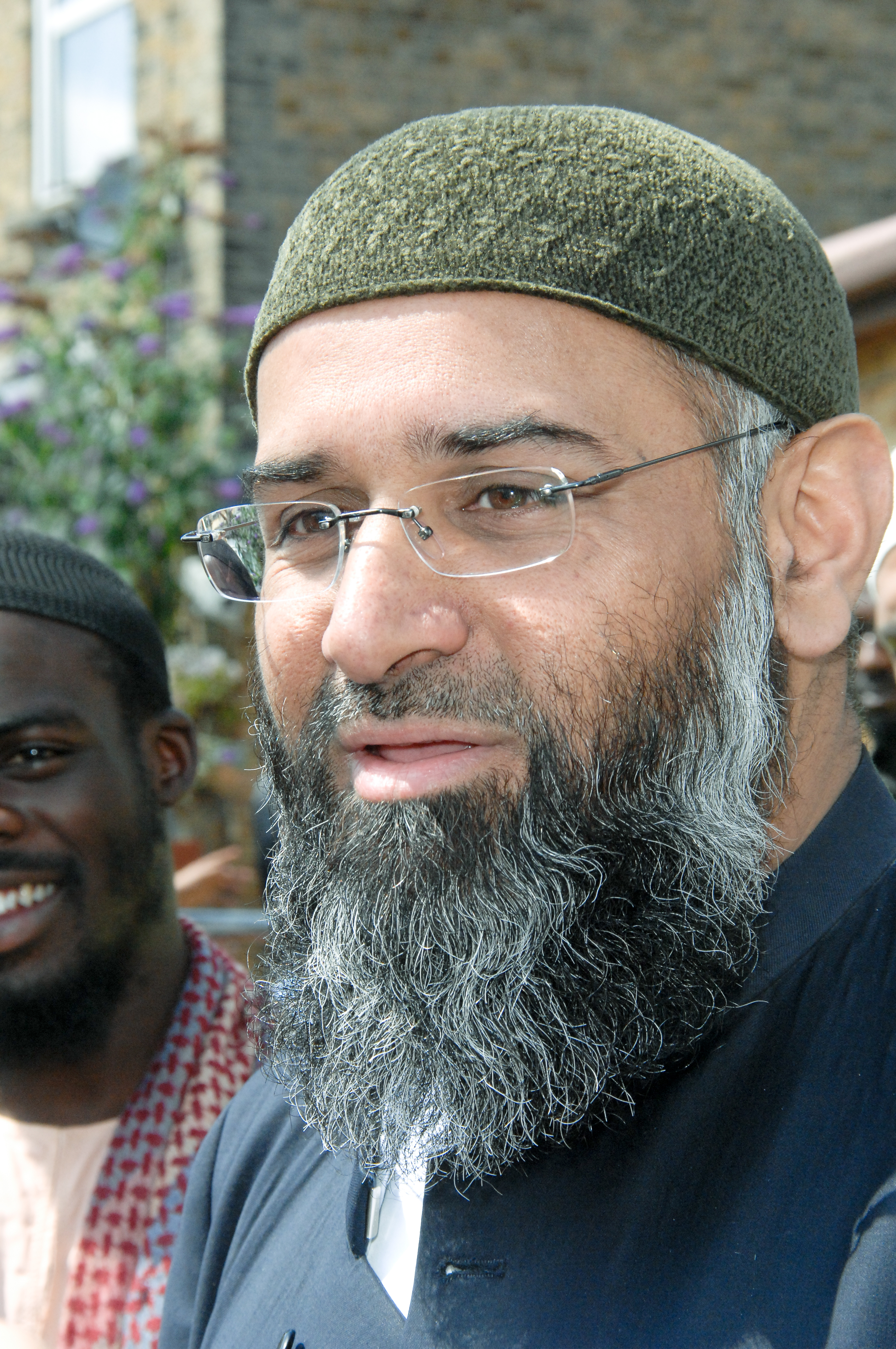
Anjem Choudary (2011)

Anjem Choudary (* 1967 in London) ist ein islamischer Fundamentalist; er war Führer der mittlerweile verbotenen islamistischen Gruppe Islam4UK und ist ein Anhänger von Omar Bakri Mohammed. Der britische Staatsbürger und frühere Rechtsanwalt ist Sohn pakistanischer Einwanderer.
Choudary gründete bereits zuvor zwei islamistische Organisationen, die später von der britischen Regierung als terroristisch bezeichnet und ebenfalls verboten wurden. Islam for UK nennt er ganz offen „eine Abzweigung von al-Muhajiroun“, eine seit 2006 verbotene radikale Organisation.
Im Juli 2016 wurde Choudary wegen Anwerbung von Kämpfern für die Terrororganisation Islamischer Staat verurteilt und blieb 2 Jahre in Haft. Im Juli 2024 wurde er wegen Führens einer Terrororganisation zu lebenslanger Haft verurteilt.

## Aktivitäten
Choudary ist qualifizierter Solicitor und Vorsitzender der Society for Muslim Lawyers (Gesellschaft für muslimische Anwälte), obgleich er 2002 aus deren Register entfernt wurde. Er beansprucht für sich auch neben Omar Bakri „Richter“ des „Scharia-Gerichtes des Vereinigten Königreiches“ (Shari’ah Court of the UK) zu sein. Keiner der beiden Männer ist allerdings Mitarbeiter des Muslim Arbitration Tribunal (Muslimisches Tribunal für Schiedsverfahren), des einzigen rechtsverbindlichen Scharia-Gerichtes in Großbritannien. 2016 wurde festgestellt, dass Choudary seit 1996 von staatlicher Unterstützung lebt.
In einem knapp 30-minütigen Interview mit dem christlichen US-Sender CBN hat Choudary im August 2012 seine Strategie erläutert, in Europa und in den USA mithilfe eines wachsenden Bevölkerungsanteils von Muslimen schrittweise die Voraussetzungen zur Ablösung der Demokratie und zur Gründung eines islamischen Staates („Kalifat“) unter der Herrschaft der Scharia zu schaffen: „If we have enough authority and we have enough power, then we are obliged as Muslims to take the authority away from those who have it and implement sharia“ (Wenn wir mit ausreichend Autorität und Macht ausgestattet sind, dann sind wir als Muslime verpflichtet, die Ordnungsgewalt denen wegzunehmen, die sie innehaben, und dann die Scharia einzuführen).
Im Zusammenhang mit den Morden an Charlie-Hebdo-Mitarbeitern wurde er von der Zeitung USA Today als Gastautor eingeladen. Unter der Überschrift „Warum hat Paris es dem Blatt erlaubt, den Islam zu beleidigen?“ schreibt er über die Sharia-Regeln und zitiert den „Boten Mohamed“ mit diesem Satz: „Wenn jemand einen Propheten beleidigt, töte ihn“.
Nachdem Choudary in sozialen Medien die Terrororganisation Islamischer Staat beworben hatte, wurde er verhaftet und gemeinsam mit einem seiner Anhänger, Mohammad Mizanur, im Juli 2016 nach einem vierwöchigen Verfahren vom Crown Court im Old Bailey wegen Anwerbung von Terroristen für den Islamischen Staat verurteilt. Das Strafmaß wurde im September 2016 auf fünfeinhalb Jahre Haft festgelegt. Nach der Hälfte der Haftzeit wurde er 2018 aus der Haft entlassen und die Reststrafe zur Bewährung ausgesetzt.
Am 30. Juli 2024 wurde er wegen der Führung einer Terrororganisation zu lebenslanger Haft verurteilt, eine Haftaussetzung vor dem Ablauf von 28 Jahren wurde ausgeschlossen.

## Familie
Choudary ist verheiratet und lebte bis zu seiner Verhaftung 2016 mit seiner Frau Akhtar und fünf Kindern im Londoner Stadtteil Ilford.